# Otacílio Gonçalves
Otacílio Gonçalves (født 16. juni 1940) er en tidligere brasiliansk fodboldspiller og træner.